# Річард Сараф'ян
Річард Каспар Сараф'ян (англ. Richard Caspar Sarafian; 1930–2013) — американський кінорежисер, актор, сценарист. Його кінематографічна кар'єра охопила понад п'ять десятиліть.

## Біографія
Сараф'ян народився в Нью-Йорку 28 квітня 1930 року в родині вірменських іммігрантів. Він вивчав юриспруденцію та медицину в Нью-Йоркському університеті і був поганим студентом, але перейшов на вивчення кінематографа, у якому він досяг успіху. Він залишив коледж, щоб поступити до армії Сполучених Штатів, де він служив репортером для армійської служби новин. Перебуваючи в Канзас-Сіті у 1950—1953 роках він познайомився з майбутнім голлівудським режисером Робертом Альтманом, і вони подружилися.
Сараф'ян працював з Альтманом над промисловими фільмами та одружився з його сестрою Гелен Джоан. Його телевізійна кар'єра почалася на початку 1960-х років у Канзас-Сіті помічник режисера Альтмана. Незабаром Сараф'ян почав режисерувати телевізійні шоу, а у 1963 році він досяг одного зі своїх великих успіхів як режисер епізоду «Жива лялька» у культовому серіалі «Сутінкова зона». Його першим повнометражним фільмом був «Енді» 1965 року. Його найбільший успіх як режисера повнометражного фільму прийшов із фільмом «Точка зникнення» — екзистенціальним роуд-муві про те, як чоловік подорожує на білому Dodge Challenger із Денвера до Сан-Франциско за 15 годин; фільм не сподобався критикам, але він став культовим.
Крім «Сутінкової зони», режисерські роботи Сараф'яна на телебаченні включали епізоди серіалів Димок зі ствола і Бетмен. Окрім «Енді» та «Точка зникнення», він зняв низку художніх фільмів, зокрема «Біжи дико, біжи вільно» у 1969 році, «Людина в пустелі» у 1971 році та «Чоловік, який любив танці котів» у 1973 році. У своїй акторській кар'єрі він зіграв гангстера у фільмі «Багсі» у 1991 році, Пола Кастеллано у фільмі «Готті» (1996 року) та вбивцю у фільмі «Булворт» у 1998 році, а у 2001 році він озвучив персонажа бобра у фільмі «Доктор Дуліттл 2» . На телебаченні він зіграв постійну роль власника кав'ярні у ситкомі «Площа Фолі» 1985—1986 років.

## Особисте життя
Сарафян і Гелен Альтман Сарафян одружилися, розлучилися і повторно одружилися; вона померла в 2011 році. У них було п'ятеро дітей, у тому числі актор Річард Сараф'ян-молодший, актор/режисер Деран Сараф'ян, експерт зі спецефектів Деймон Б. Сараф'ян, сценарист Теді Сараф'ян і Кетрін Сараф'ян.
Сараф'ян помер у віці 83 років у Санта-Моніці, штат Каліфорнія, 18 вересня 2013 року від пневмонії, якою він заразився під час відновлення після перелому спини.

## Фільмографія

### Фільми
Режисер
| Рік  | Назва                            | Режисер | Сценарист | Продюсер |
| ---- | -------------------------------- | ------- | --------- | -------- |
| 1962 | Терор біля Чорного водоспаду     | Так     | Так       | Так      |
| 1965 | Енді                             | Так     | Так       | Так      |
| 1969 | Біжи дико, біжи вільно           | Так     | Ні        | Ні       |
| 1970 | Фрагмент страху                  | Так     | Ні        | Ні       |
| 1971 | Точка зникнення                  | Так     | Ні        | Ні       |
| 1971 | Людина в пустелі                 | Так     | Ні        | Ні       |
| 1973 | Лоллі-Мадонна XXX                | Так     | Ні        | Ні       |
| 1973 | Чоловік, який любив котячі танці | Так     | Ні        | Ні       |
| 1976 | Наступна людина                  | Так     | Так       | Ні       |
| 1979 | Сонячний опік                    | Так     | Ні        | Ні       |
| 1981 | Гангстерські хроніки             | Так     | Ні        | Ні       |
| 1984 | Ведмідь                          | Так     | Ні        | Ні       |
| 1986 | Око тигра                        | Так     | Ні        | Ні       |
| 1987 | Вуличне правосуддя               | Так     | Ні        | Ні       |
| 1990 | Сонячна криза                    | Так     | Ні        | Ні       |

Актор
| Рік  | Назва                    | Роль             | Примітки       |
| ---- | ------------------------ | ---------------- | -------------- |
| 1956 | The Magic Bond           |                  | короткометраж  |
| 1976 | Наступний чоловік        | Грегорі Золніков | немає в титрах |
| 1984 | Автор пісень             | Родео Рокі       |                |
| 1986 | Падіння                  | капітан Веллс    | озвучка        |
| 1987 | Вуличне правосуддя       | водій таксі      |                |
| 1989 | Щоб померти              | бармен           |                |
| 1991 | Багсі                    | Джек Драгна      |                |
| 1992 | Рубі                     | Пробі            |                |
| 1994 | Gunmen                   | шериф Чавез      |                |
| 1994 | Дорожня квітка           | далекобійник     |                |
| 1995 | Дон Жуан де Марко        | детектив Тобіас  |                |
| 1995 | Постовий на перехресті   | Санні Вентура    |                |
| 1996 | Зв'язок                  | Джино Марцоне    |                |
| 1998 | Булворт                  | Вінні            |                |
| 1999 | Blink of an Eye          | Ерлік            |                |
| 1999 | Діамантовий поліцейський | дядько Лу        |                |
| 2000 | По шматочках             | Віно             |                |
| 2001 | Доктор Дулітл 2          | Хрещений бобер   | озвучення      |
| 2002 | Hitters                  |                  |                |
| 2003 | Masked and Anonymous     | президент        |                |
| 2007 | Reeling                  | зуби             | озвучення      |

### Телебачення

#### Телесеріали
Режисер
| Рік       | Назва                        | Примітки                                                |
| --------- | ---------------------------- | ------------------------------------------------------- |
| 1961      | Маверік                      | серія: «The Forbidden City»                             |
| 1961      | Бронко                       | серія: «Guns of the Lawless»                            |
| 1961      | Серфсайд 6                   | серія: «Count Seven!»                                   |
| 1961      | Бурхливі 20-ті               | серія: «Blondes Prefer Gentlemen»                       |
| 1961–1962 | Законник                     | 22 серії                                                |
| 1961–1962 | Шайєнн                       | 2 серії                                                 |
| 1962      | Гавайське око                | 2 серії                                                 |
| 1962–1963 | Дакоти                       | 3 серії                                                 |
| 1962–1963 | Галантні чоловіки            | 9 серій                                                 |
| 1962–1963 | 77 Сансет Стріп              | 3 серії                                                 |
| 1963      | Redigo                       | серія: «Lady War-Bonnet»                                |
| 1963      | Велика пригода               | серія: «Six Wagons to the Sea»                          |
| 1963      | Сутінкова зона               | серія: «Living Doll»                                    |
| 1963      | Бонанза                      | серія: «The Waiting Game»                               |
| 1963–1965 | Бен Кейсі                    | 3 серії                                                 |
| 1964      | Доктор Кілдер                | серія: «An Exchange of Gifts»                           |
| 1965      | Люди Слеттері                | 4 серії                                                 |
| 1965      | Дикий Дикий Захід            | 2 серії                                                 |
| 1965      | Конвой                       | серія: «Lady on the Rock»                               |
| 1965      | Довге спекотне літо          | серія: «Home Is a Nameless Place»                       |
| 1965      | Велика долина                | серія: «Winner Lose All»                                |
| 1965      | Найдурніший корабель в армії | серія: «The Stowaway»                                   |
| 1965–1968 | Димок зі ствола              | 4 серії                                                 |
| 1966      | Випробування О'Браєна        | серія: «Alarums and Excursions»                         |
| 1966      | Бетмен                       | 2 серії                                                 |
| 1966      | Єрихон                       | 5 серій                                                 |
| 1966      | Дівчина з U.N.C.L.E.         | серія: «The Romany Lie Affair»                          |
| 1966–1968 | Я шпигун                     | 8 серій                                                 |
| 1967      | Залізний кінь                | серія: «Consignment, Betsy the Boiler»                  |
| 1967      | The Guns of Will Sonnett     | 3 серії                                                 |
| 1967      | Сімаррон Стріп               | серія: «The Battle of Bloody Stones»                    |
| 1967–1968 | Година Денні Томаса          | 2 серії                                                 |
| 1968      | Прем'єра                     |                                                         |
| 1975      | Лікарня лікарів              | серія: «One of Our Own»                                 |
| 1981      | Гангстерські хроніки         | мінісеріал                                              |
| 1981      | Шеннон                       | 2 серії                                                 |
| 1982      | Міссісіпі                    | серія: «The Mississippi»                                |
| 1985      | Wildside                     | 3 серії                                                 |
| 1990      | Зорро                        | серія: «Zorro: The Legend Continues» (unaired TV pilot) |

Актор
| Рік       | Назва      | Роль              | Примітки                           |
| --------- | ---------- | ----------------- | ---------------------------------- |
| 1985–1986 | Площа Фолі | Спіро Пападополіс | 14 серій                           |
| 1989      | Wiseguy    |                   | епізод: «Le Crime D'Amore: Part 2» |
| 1990      | Макгайвер  | Каспар Касабян    | епізод: «Гіркі жнива»              |
| 1997      | Майкл Гейс | Власник ресторану | епізод: «Відплата»                 |

#### Телефільми
Режисер
- Тінь на землі (1968)
- Один із наших (1975)
- Африканська королева (1977)
- Вбивча справа (1977)
- Катастрофа на береговій лінії (1977)
- Золота мить: Олімпійська історія кохання (1980)
- Розкіш у траві (1981)
- Свобода (1986)

Актор
| Рік      | Назва                         | Роль            | Примітки      |
| -------- | ----------------------------- | --------------- | ------------- |
| 1986     | Давно пішов                   | Омар            |               |
| 1986     | Свобода                       | Філберт Еванс   |               |
| 1993 рік | Секс, любов і холодна готівка | Абе             | Не зазначений |
| 1996 рік | Маямі Hustle                  | Генрі Кронфельд |               |
| 1996 рік | Готті                         | Пол Кастеллано  |               |

## Нагороди
- Номінант, Золотий Г'юго, найкращий повнометражний фільм — Чиказький міжнародний кінофестиваль (Наступна людина) (1976)